# Малая Обь
Ма́лая Обь — один из крупнейших речных рукавов на которые делится нижняя Обь (другой — Большая Обь). Длина Малой Оби — 461 км. Малая Обь судоходна, но зависима от уровня воды. При нормальном уровне вод по ней курсируют «Метеоры» и другие суда.
Высота истока — 12,2 м над уровнем моря.

## Притоки
- 2 км Вандиёган
- 34 км протока Шурышкарская
- 43 км протока Малая Горная Обь
  - 16 км: Утваръёган
  - 17 км: протока Товыгортпосл
  - 50 км: Войкар
  - 62 км: Васяхъёган
  - 70 км: Нильчимсоим
- 112 км Ёган
- 132 км Емъёган
- 138 км Сыня
- 178 км протока Кочегатка
  - 3 км: протока Пословская
    - 5 км: Халасьёган
    - 22 км: Емъёган
    - 24 км: протока Нярхулпосл
- 227 км протока Патрохас
  - 5 км: Ун-Пальёган
  - 10 км: Маресхаръёган
  - 16 км: протока Старотегинская
    - 5 км: Айпорнасъёган
    - 9 км: Унпочмесъёган
    - 15 км: Айпочмесъёган
    - 18 км: Аксаръёган
    - 33 км: Ай-Тэгъёган
- 287 км Северная Сосьва
- 435 км протока Нарыкарская (Мыг-Посл)